# 侯长安
侯长安（1954年2月—），陕西横山人。新疆大学历史系历史专业毕业，中共中央党校经济管理专业在职研究生学歷。1974年11月加入中国共产党。中共第十六大、十七大、十八大代表，中共第十八届中央纪委委员，第十一届全国人大代表。
历任新疆维吾尔自治区劳动人事厅副处长、处长，中共和田地委委员、组织部部长、地委副书记、政法委书记，阿克苏地委书记等职。2004年12月，任中共新疆维吾尔自治区党委常委、政法委书记。2005年7月，任中共甘肃省委常委、省委组织部部长。2010年7月，任中共湖北省委常委、省委组织部部长。2012年2月1日，改兼省纪委书记。2017年3月31日，不再擔任中共湖北省委常委、省紀委書記。